# Антон Кръстев
Антон Кръстев Иновски е български военен деец, подполковник, създател на нелегалната антикомунистическа организация „Цар Крум“.

## Биография
Антон Кръстев е роден в на 18 октомври 1894 г. във велешкото село Уланци, тогава в Османската империя. Служи в 61-ви пехотен полк и 35-и пехотен врачански полк. От 1921 г. служи в 25-а пехотна драгоманска дружина. В 1923 година участва в арестуването и инквизирането на сваления чрез Деветоюнския преврат министър-председател Александър Стамболийски.
От 1928 г. е помощник-началник на 1-во софийско бюро, а по-късно същата дружина служи в 6-и пехотен търновски полк. От 1931 година служи в 15-и пограничен участък, от 1933 г. служи в 25-а ехотен драгомански полк. Дружинен командир е в Двадесет и пети пехотен драгомански полк. През 1934 г. майор Кръстев е назначен за началник на снабдителната служба в Главното интендантство, а от 1935 е в Столичното комендантство, като същата година служи отново в 6-и пехотен търновски полк. През 1936 година майор Кръстев е назначен за началник на погранична секция в щаба на 1-ва пехотна софийска дивизия.
По време на Втората световна война (1941 – 1945) подполковник Кръстев служи в щаба на 14-а пехотна дивизия (1943) и в 25-а пехотен драгомански полк. От 1945 година служи в 1-ва отделна армия и същата година създава и става основен идеолог на конспиративната военна организация „Цар Крум“, която има за цел да свали чрез военен преврат отечественофронтовското правителство и да ориентира страната към западните демокрации. В устава на организацията е записано, че организацията се стреми:
| „ | да освободи българския народ и държава от руското робство и комунистическия терор. | “ |

„Цар Крум“ е разкрита през 1946 година и 7 от ръководителите ѝ са съдени на процес от 5 до 15 август, като същата година подполковник Кръстев е уволнен от служба, а по-късно осъден на смърт и обесен на 15 септември 1947 година.

## Памет
След падането на комунистическия режим в България, по молба на Управителния съвет на Съюза на възпитаниците на Съюза на възпитаниците на Военните на Негово Величество училища, Столичният общински съвет кръщава улица в София на негово име (Карта).

## Семейство
Подполковник Кръстев е женен за племеничката на Петър Дървингов, Милица, с която имат две деца - Кръстьо и София.

## Военни звания
- Подпоручик (5 октомври 1916)
- Поручик (30 май 1918)
- Капитан (30 януари 1923)
- Майор (26 август 1934)
- Подполковник (6 май 1937)